# توني سويفت
توني سويفت (بالإنجليزية: Tony Swift)‏ هو لاعب اتحاد الرغبي بريطاني، ولد في 24 مايو 1959 في برستون في المملكة المتحدة.